# 竹原港
竹原港（たけはらこう）は、広島県竹原市にある港湾。港湾管理者は広島県。港湾法上の地方港湾、関税法上の開港に指定されている。 

## 概要
竹原港（北崎港）
フェリーターミナル、港湾緑地（北崎緑地）がある地域は、2014年（平成26年）7月31日にみなとオアシスの登録をしていて、竹原港北崎旅客ターミナルを代表施設とするみなとオアシスたけはらとして賑わい・交流拠点ともなっている（同一市町村内への複数登録は全国初）。またターミナルはたけはら海の駅として海の駅にも登録されている。
以前は長距離航路として、四国の愛媛県今治市波方町の波方港と結ぶ中・四国フェリーがあったが、2009年4月限りで廃止され、現在は周辺の島嶼部とを結ぶ航路のみとなっている。
竹原内港
「竹原内港」地図
契島行きの客船・フェリーが発着する。

## 航路
- 山陽商船・大崎汽船（フェリー）
  - 竹原港 - 垂水港（大崎上島町）
  - 竹原港 - 白水港（大崎上島）
- しまなみ海運（高速船）
  - 竹原港 - めばる - 一貫目 - 天満 - 沖浦 - 明石 - 大長（大崎下島）

※ 御手洗地区 寄港便もある。「めばる」から「明石」までが「大崎上島」
2009年3月末まで山陽商船が運航していた航路を2009年4月から引き継いだ
- 契島運輸
  - 竹原内港[4] -契島 （フェリー・客船）
  - 竹原港 - 契島 （フェリー）

廃止
- 中・四国フェリー（竹原〜波方港（愛媛県今治市））…2009年4月30日廃止[3]

## アクセス
竹原港（北崎港）は国道185号沿いに位置し、竹原港から西へ行くと竹原市中心部・東広島市安芸津・呉市方面、東へ行くと竹原市忠海・三原市方面である。竹原市中心部（竹原市役所南）からは国道432号が国道2号・山陽自動車道河内IC（竹原港から約14キロ）方面へ延びる。道の駅たけはらは、たけはら海の駅から北へ約1.4キロの国道185号沿いに位置する。
竹原港には芸陽バスの「竹原フェリー」停留所があり、高速バス「かぐや姫号」と路線バスが発着している。JR呉線竹原駅からバスで約7分（約1.5キロ）。安全タクシーが運行する広島空港ジャンボタクシーも発着する。
- 芸陽バス[7] 都市間高速バス かぐや姫号（広島駅・広島バスセンター方面）
- 安全タクシー[8] ジャンボタクシー（広島空港）
- 芸陽バス 路線バス フェリー線（竹原駅・中通方面）
- 芸陽バス 路線バス 三原－竹原線（三原市・忠海駅方面 / 竹原駅方面）